# Wileńskie Towarzystwo Opieki nad Dziećmi
Wileńskie Towarzystwo Opieki nad Dziećmi – polskie stowarzyszenie dobroczynne utworzone w 1901 w Wilnie z inicjatywy bankiera Józefa Montwiłła.
Do głównych zadań organizacji należała opieka nad dziećmi pozbawionymi wsparcia, zaniedbanymi, opuszczonymi, a także sierotami. Zadania te realizowano poprzez zakładanie i prowadzenie schronisk, przytułków, jadłodajni (wydawanie obiadów corocznie, począwszy od 1908, wspomagał kwotą tysiąca rubli Wileński Bank Ziemski), jak również organizowanie kolonii letnich w Druskienikach i Landwarowie. Małoletnim pomagano również w drodze umieszczania w zakładach rzemieślniczych, czy przez dbałość o ich rozwój fizyczny i moralny. Pracami stowarzyszenia kierowało walne zgromadzenie i zarząd główny. Z czasem powołano oddziały organizacji: Patronat Rzemieślniczy (1902), Zabawy letnie i Kolonie letnie (1902) oraz Przytułek dla chłopców (1903).
W 1940, w trakcie okupacji Wileńszczyzny przez Litwinów, agendy Towarzystwa zostały przejęte przez władze litewskie i z tą datą ustała działalność organizacji.